# Блом, Отто фон (1735—1803)
Отто фон Блом (нем. Otto von Blome, также Отто фон Блом I; 1735—1803) — датский государственный деятель, дипломат, офицер и помещик.

## Биография

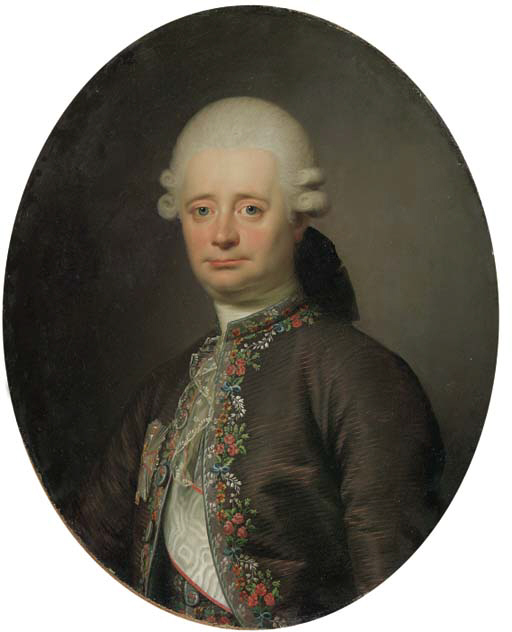
Портрет работы Енса Юля,
1777 г.

Отто фон Блом происходил из древнего нижнесаксонского дворянского рода фон Блом. Он был сыном Кристофа фон Блома (1691–1743) и его жены Хедвиги Магдалины, урожденной Брокдорф (1706–1736). Его старший брат, Вольфа фон Блома (1728–1784), служил каноником в Любеке. С 1743 году, незадолго до своего восьмого дня рождения, он так же получил пребенду в Любекском кафедральном капитуле.
После смерти отца в 1743 году он воспитывался в доме  у тайного советника Фредерика фон Бухвальда вместе со дочерью и наследницей последнего  Харитас Эмилей (1738-1820), которая в 1751 году вышла замуж за Йоганна фон Бернсторфа. В 1747 году посещал в Педагогиум в городе Галле.
В 1756 году он поступил младшим лейтенантом в Ольденбургский кавалерийский полк Эрхарда фон Ведель-Фрииса. C 1758 по 1761 год находился на прусской военной службе. Затем он поступил на датскую службу, в 1764 году был произведён в полковники и генерал-адъютанты. 
В 1766 году Отто фон Блому был пожалован чин камергера. 
С 1770 по 1793 год он служил датским посланником в Париже и был одним из немногих иностранных посланников, кто оставался на своем посту во время Французской революции. Когда в 1792 году другие послы покинули Францию, Отто фон Блом вынужден был остаться в Париже против своей воли из-за серьезной болезни. Даже после провозглашения Первой республики его болезнь помешала ему уехать, и хотя его миссия фактически закончилась, поскольку когда Людовик XVI был свергнут и он не был повторно аккредитован в республике, его правительство продолжало обращаться с ним как с датским посланником. Лишь в начале апреля 1793 года, когда состояние его здоровья улучшилось, он смог покинуть Париж и Францию. Сначала он отправился на лечение в Аахен, а оттуда направился в свои голштинские владения.  
В 1797 году был награждён орденом Слона и назначен посланником в Российскую империю. В том же году в сопровождении своего племянника Отто фон Блома (1770–1849) он прибыл в Санкт-Петербург, где в начале своей миссии был приветливо принят императором Павлом I и всегда находил поддержку в лице вице-канцлера князя Куракина. Но с началом Войны второй коалиции против Франции, в которой Дания сохраняло нейтралитет, положение фон Блома в Петербурге усложнилось. Кроме того его близкие связи с английским послом в России вызывало явное неудовольствие императора. Поскольку его слабое здоровье не выносило петербургского климата, он попросил датское правительство об отставке. В июне 1800 года он покинул Петербург и вернулся в Гольштейн. 
В 1754 году он унаследовал поместье Хайлигенштедтен, в 1769 года он приказал снести старый замок Хайлигенштедтен, пострадавший от стихии в 1756 году, и заменить его новым зданием в стиле позднего барокко по проекту архитектора Анри Жардена. Это здание до сих пор составляет основу замка, который был перестроен с 1851 по 1853 год в неоготическом стиле. Старый план этажа в основном был сохранен, изменения коснулись главным образом фасадов. После смерти фон Блома поместье и замок перешли по наследству его племяннику Отто фон Блому (1770—1849), сыну его умершего брата Вольфа. Помимо Хайлигенштедтена, фон Блому принадлежали также поместья Кампен, Бекмюнде и Бюттель, которые также унаследовал его племянник. 
Отто фон Блом умер в Киле в 1803 году и был похоронен в Пробтайерхагене.

## Награды
- Орден Святого Иоанна Иерусалимского (1 октября 1761, королевство Пруссия)[2]
- Орден Данеброг большой крест (1773, Hvid ridder, королевство Дания)
- Орден Слона (25 марта 1797, королевство Дания)